# توموكي إيماي
توموكي إيماي (باليابانية: 今井 智基) (29 نوفمبر 1990 في طوكيو في اليابان – )؛ هو لاعب كرة قدم ياباني سابق كان يلعب كمدافع.

## وصلات خارجية
- توموكي إيماي على موقع رابطة كرة القدم اليابانية للمحترفين (اليابانية)
- توموكي إيماي على موقع قاعدة بيانات كرة القدم.إي يو (الإنجليزية)
- توموكي إيماي على موقع Soccerway.com (الإنجليزية)
- توموكي إيماي على موقع عالم كرة القدم.نت (الإنجليزية)
- توموكي إيماي على موقع كووورة